# Karangbenda (Parigi)
Karangbenda is een bestuurslaag in het regentschap Ciamis van de provincie West-Java, Indonesië. Karangbenda telt 5145 inwoners (volkstelling 2010).